# Starosta grodowy
Starosta grodowy (łac. capitaneus cum iurisdictione) – w dawnej Polsce był to urzędnik królewski, pełniący czynności administracyjne i sprawujący sądownictwo karne w obrębie swego starostwa.
Stał na czele sądu grodzkiego, do którego kompetencji należało rozpatrywanie spraw gardłowych z tzw. czterech artykułów grodzkich, oraz sądzenie szlachty nieosiadłej. Starosta pełnił także funkcje policyjne, dbał o bezpieczeństwo na drogach. Posiadał tzw. prawo miecza, czyli prawo do egzekucji wyroków sądów wszystkich instancji na podległym sobie terytorium.
Zastępcą starosty grodowego był burgrabia (dawniej także murgrabia), jednak na Warmii burgrabia był odpowiednikiem starosty.
Starostwa grodowe podział, ze względu na prowincje:
- Wielkopolska:

Poznań,
Wschowa,
Wałcz,
Nakło,
(Kalisz, Gniezno, Kcynia, Konin, Pyzdry – jako murgrabstwa),
Sieradz,
Piotrków Trybunalski,
Wieluń,
Ostrzeszów,
Łęczyca,
Brześć Kujawski,
Przedecz,
Kruszwica,
Radziejów,
Kowal,
Inowrocław,
Bydgoszcz,
Bobrowniki,
Rawa Mazowiecka,
Sochaczew,
Gostynin,
Płock,
Warszawa,
Czersk,
Liw,
Zakroczym,
Łomża (wraz z Ostrołęką, Kolnem i Zambrowem),
Ciechanów,
Wyszogród,
Nur (wraz z Ostrowem Mazowieckim i Kamieńczykiem),
Wizna (wraz z Wąsoszem),
Kowalewo,
Kiszpork (Dzierzgoń) wraz ze Sztumem,
Skarszewy,
- Małopolska:

Kraków,
Sącz,
Biecz,
Oświęcim,
Sandomierz,
Radom,
Chęciny,
Stężyca,
Opoczno,
Nowe Miasto Korczyn,
Lublin,
Łuków,
Drohiczyn,
Mielnik,
Bielsk Podlaski,
Lwów,
Przemyśl,
Sanok,
Halicz,
Trembowla,
Chełm,
Krasnystaw,
Żydaczów,
Bełz,
Busk,
Grabowiec,
Horodło,
Łuck,
Włodzimierz,
Krzemieniec,
Kamieniec Podolski z Latyczowem,
Kijów,
Owrucz,
Żytomierz,
Bracław,
Winnica,
Czernihów,
Nowogród Siewierski,
- Litwa:

Wilno,
Brasław,
Wiłkomierz,
Lida,
Miadzioł (powiat oszmiański),
Troki,
Grodno,
Kowno,
Upita,
Szawle,
Rosienie,
Smoleńsk,
Połock,
Nowogródek,
Słonim,
Wołkowysk,
Witebsk,
Wieksznie,
Orsza,
Brześć Litewski,
Pińsk,
Mścisław,
Mińsk,
Mozyrz,
Rzeczyca.